# عملية دعم الديمقراطية
كانت عملية دعم الديمقراطية تدخّلًا عسكريًا يهدف إلى خلع النظام العسكري الذي تولى السلطة عبر انقلاب هايتي عام 1991 الذي أطاح بالرئيس المنتخب جان برتران أريستيد. وقد أُذِن للعملية بقرار مجلس الأمن الدولي رقم 940 الصادر في 31 يوليو 1994.

## تاريخها
بدأت العملية بإنذار الولايات المتحدة وحلفائها باقتحام جمهورية جزيرة هايتي. تأهبت عناصر من البحرية الأمريكية وحرس السواحل الأمريكي وعناصر القوات الجوية الأمريكية للتوجّه إلى بورتوريكو وجنوب فلوريدا للاستعداد لدعم الغزو المحمول جوًّا، بقيادة عناصر قيادة العمليات الخاصة المشتركة[حدد] (المقر الرئيسي، الفوج الخامس والسبعين لقوات الصاعقة)، وتتبعها مجموعة القوات الخاصة الثالثة، ومجموعة النقل السابعة للجيش الأمريكي (الطائرات المائية والعناصر الفرعية) والفرقة الجبلية العاشرة. جرى تنظيم بعض هذه العناصرخارج مطار هنتر العسكري وقاعدة خليج غوانتانامو البحرية. نٌشِر اللواء الأول من الفرقة الجبلية العاشرة في هايتي على متن يو إس إس دوايت أيزنهاور (CVN-69). أدار العملية الفريق هيو شيلتون[من؟]، قوّة المهام المشتركة 120، التي تولّت حمايتها قائد مجموعة حاملة الطائرات الثانية.

### الجهود الدبلوماسية
في 16 سبتمبر 1994، بينما كانت هذه القوات تستعد للغزو، مع تحليق العناصر الرائدة في الفرقة الثانية والثمانين المجوقلة مسبقًا في الهواء، أقنع عنصرٌ دبلوماسي بقيادة الرئيس السابق جيمي كارتر وعضو مجلس الشيوخ الأمريكي سام نان ورئيس هيئة الأركان المشتركة كولين باول قادة هايتي بالتنحّي والسماح للمسؤولين المنتخبين بالعودة إلى السلطة. وكان القائد الرئيسي الذي يمتلك السلطة هو الجنرال جوزيف راؤول سيدراس وكان محور التركيز الرئيسي للوفد. لعبت العلاقة الشخصية للجنرال باول مع سيدراس، منذ أن كان سيدراس طالبًا في مدرسة الأمريكيّتين كضابطٍ شاب، دورًا مهمًّا في كسب الوفد الأمريكي للجمهور مع الديكتاتور وتمكين إجراء المفاوضات التي استمرّت أسبوعين تقريبًا.
على الرغم من الجهود الدبلوماسية الحثيثة للوفد الأمريكي والتلميح بأن القوة ستستخدم إذا لزم الأمر، كانت المفاوضات في حالة جمود افتراضي طوال الوقت مع الجنرال سيدراس الذي رفض بتعنّتٍ الاعتراف بشرعيّة الانتخابات الديمقراطية. في محاولةٍ أخيرة لإجبار الديكتاتور على التنحّي دون اندلاع أعمال عنف، قدّم الوفد إلى الجنرال سيدراس شريط فيديو لطائرة الفرقة الثانية والثمانين المجوقلة محمّلةٍ بالقوات، مع فرقة القوّة الجاهزة للقتال (القوة الجاهزة 1، الكتيبة التي كان من مهامها الانتشار أولًا، وكانت مزوّدةً معداتها ومركباتها مسبقًا للإنزال المظلي واسع النطاق) الكتيبة الأولى، وفوج المشاة المجولق 325 «الصقور الحمراء» الذي كان قد انتشر مسبقًا في حصن شيرمان الواقع في بنما. لذلك، أُلحِقت الكتيبة الثانية، الفرقة الجوية 325 «الصقور البيضاء»، باللّواء الأوّل، الفرقة الثانية والثمانين المجولقة الجاهزة التابعة للواء-1 (DRB-1). أثناء السماح لسيدراس بالتعامل مع المشهد المثير للذعر، جرى إعلامه أنه في الوقت الذي افترض أنه كان يشاهد بثًّا مباشرًا، كان في الواقع يشاهد مقطع فيديو صُوِّر قبل أكثر من ساعتين. وعلى هذا النحو، فإن العناصر الرئيسية لقوّة المظليين التي يبلغ قوامها 3900 مظلّي قد انطلقت توًّا من فورت براغ في شمال كارولاينا وكانت حينها تحلّق في سماء المحيط الأطلسي. وأبلغوه كذلك بالتزام الولايات المتحدة بدعم الديمقراطية، وأن هجومًا جوّيًا يقتحم الجزيرة سيؤدّي، في جميع الاحتمالات، إلى سيطرة الولايات المتحدة على هايتي شروق الشمس المقبل.